# Micaela Melgar
Micaela Melgar (Montevideo, 1989) es una política y politóloga uruguaya. Fue elegida diputada para el periodo desde 2020 al 2025, por el Frente Amplio, lista 1001 del Partido Comunista de Uruguay. En las elecciones del año 2024 fue elegida nuevamente diputada suplente, asumiendo en marzo de 2025 la dirección del Instituto Nacional de Alimentación.

## Biografía
Licenciada en ciencia política por la Universidad de la República y maestranda en políticas públicas por la Universidad Nacional de Entre Ríos en Argentina. Comenzó su actividad política en el Centro de Estudiantes del Liceo IBO, posteriormente en el Centro de Estudiantes de la Facultad de Ciencias Sociales y finalmente fue Consejera Federal de la Federación de Estudiantes Universitarios del Uruguay (FEUU).
A nivel partidario formó parte del ejecutivo nacional de la Unión de la Juventud Comunista del Uruguay y es una militante de izquierda por el Frente Amplio y el PCU. Es feminista, militó activamente por la ley de salud sexual y reproductiva y la ley de matrimonio igualitario.
Participa de la organización social Ovejas Negras. También trabajó como directora de la División Calle del MIDES por dos años.